# La Encamisá de Navalvillar de Pela

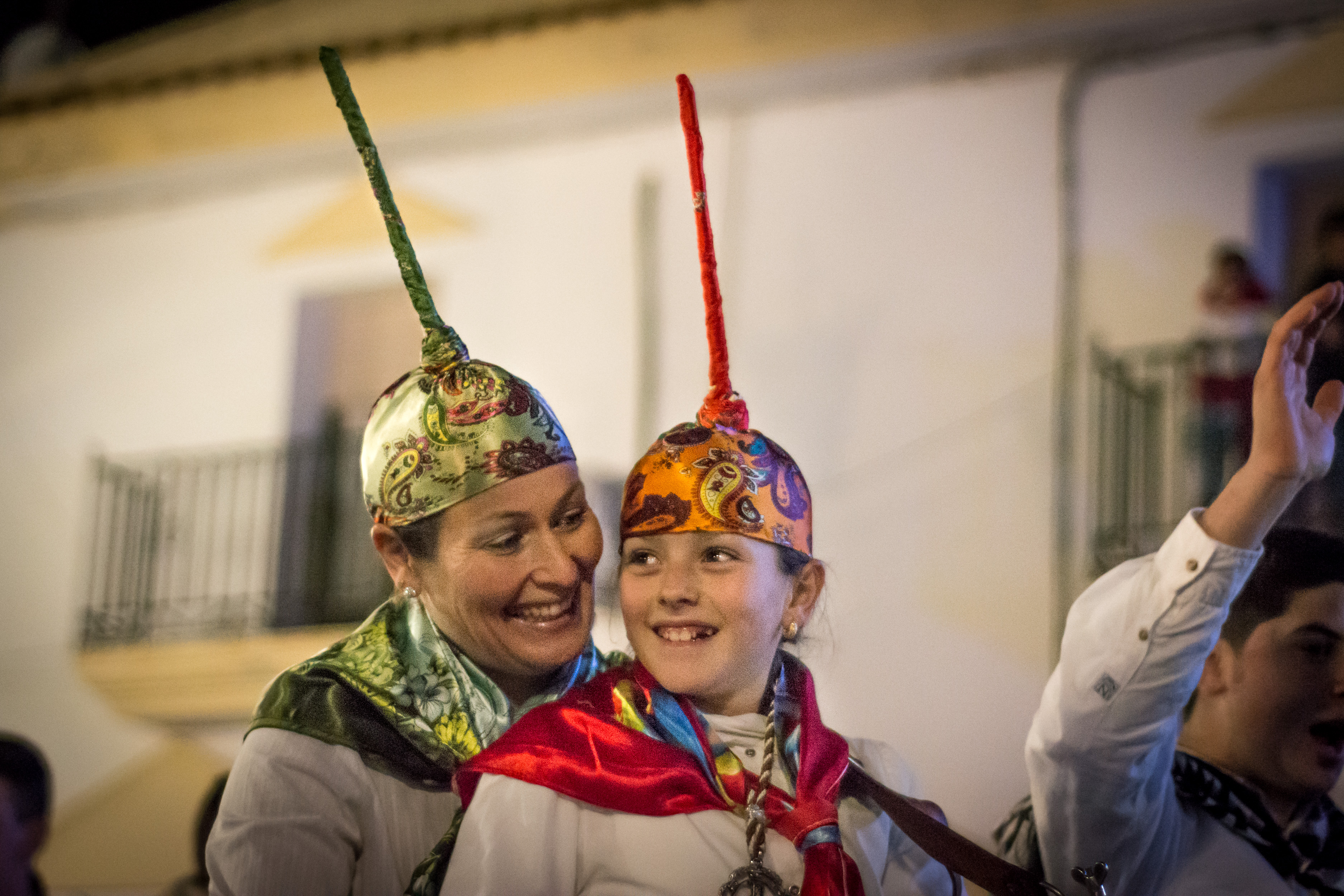
La Encamisá 2015

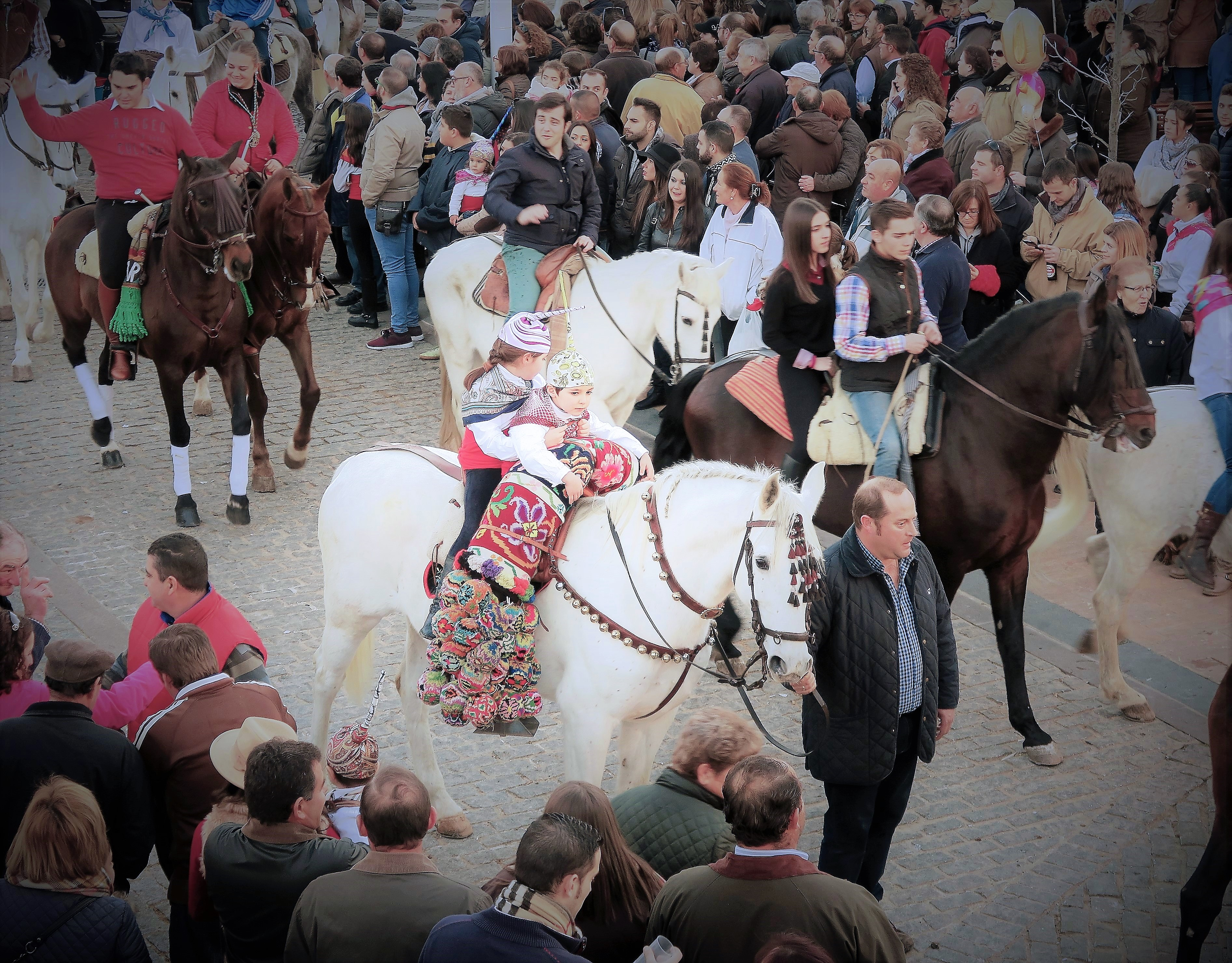
Procesión de San Antón

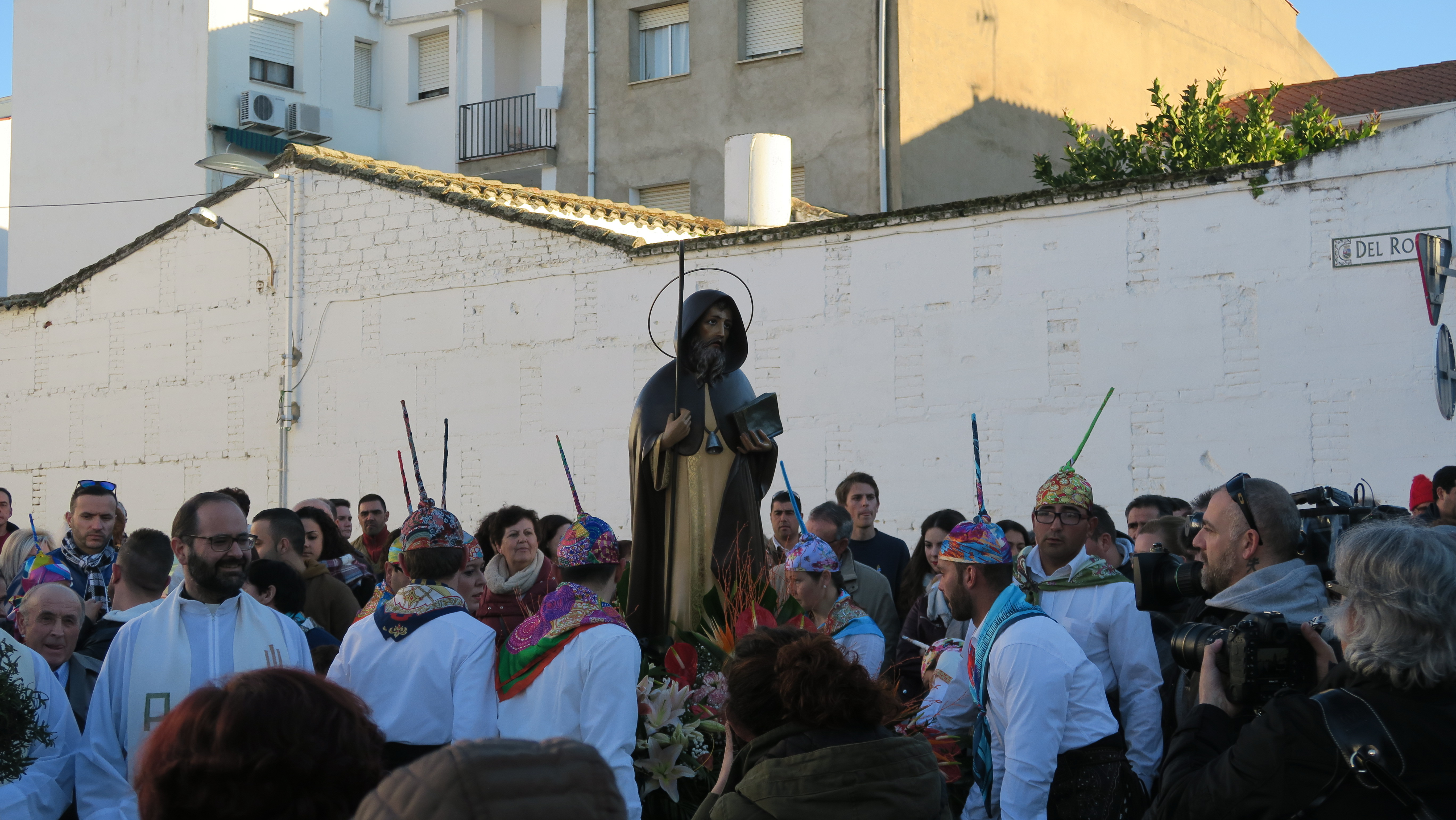
Procesión de San Antón

La Encamisá o Carrera de San Antón es una fiesta popular que se celebra en la localidad extremeña de Navalvillar de Pela (Badajoz) España.
La fiesta tiene la consideración de Fiesta de Interés Turístico de Extremadura y se celebra cada 16 de enero, en víspera de San Antón, patrón de la localidad.

## Fiestas
La fiesta tiene, entre otros protagonistas, al jinete, con la camisa blanca, pañuelo multicolor al cuello y otro, también multicolor, que le cubre la cabeza, terminado en pico; y al caballo que porta la famosa manta de madroños. Entre hogueras encendidas, los jinetes inician las carreras a media tarde del día 16 de enero, vísperas de San Antón, al son del tamborilero que recorre las calles de Pela por tres veces, junto al abanderado, la Cofradía y la Corporación. 
La fiesta dura hasta las 11 de la noche, y es norma de "los peleños" obsequiar a los miles de visitantes que acuden a disfrutar de los festejos con la degustación de sus vinos de pitarra y sus buñuelos.

## Origen
Algunos estudios harían coincidir el origen con la tradición de los siglos XVI y XVII, donde la encamisá era definida como "estrategia militar que se usa de noche para acometer a los enemigos y cogerlos de repente, lo que se hace poniéndose sobre los vestidos unas camisas para que con la oscuridad de la noche se nos confunda con los contrarios; y de aquí se vino a llamar encamisada la fiesta que se hace de noche por la ciudad en señal de regocijo". Por esta definición y otras similares puede comprobarse su origen bélico y el motivo de realizarse, que era la celebración de la victoria, emulando la estratagema que había conducido a ella.
Por último, algunos historiadores remontan todavía más el origen de la fiesta, señalándolo como la cristianización de una fiesta pagana, donde el fuego y la hoguera eran considerados elementos de purificación, siendo esto último muy común en infinidad de fiestas de España.